# Rocher Bayard
Pour les articles homonymes, voir Bayard.

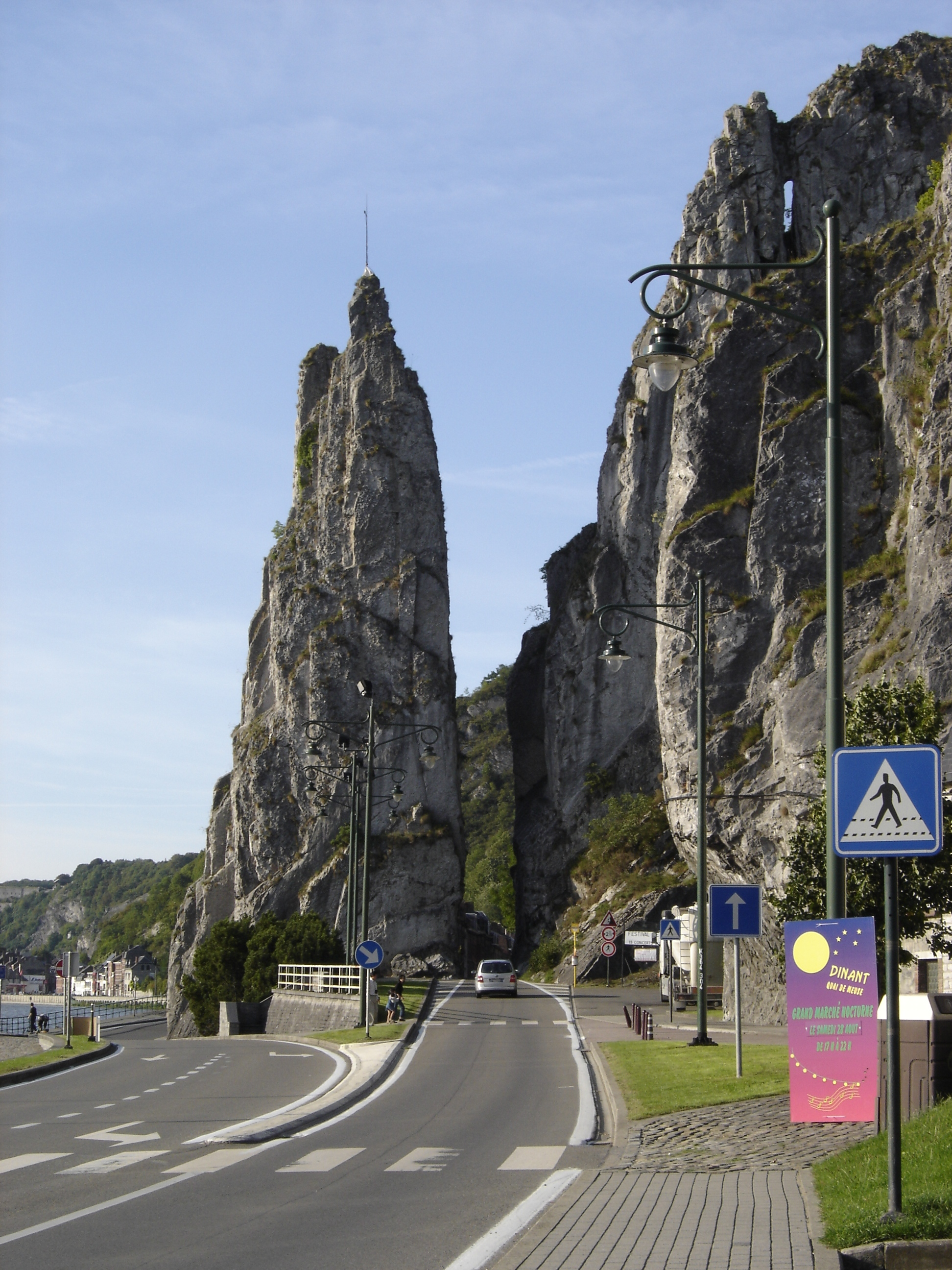
Le rocher Bayard, à Dinant.

Le rocher Bayard est une spectaculaire aiguille rocheuse d’une quarantaine de mètres de haut se trouvant en bord de Meuse (rive droite), entre Dinant et Anseremme, dans la province de Namur (Région wallonne en Belgique). Associée à l’ancienne légende ardennaise des quatre fils Aymon, elle est une curiosité touristique importante de la région.

## La légende
Bayard est le nom du cheval des quatre fils du duc Aymon, prince des Ardennes. Ces quatre frères, Renaud, Richard, Alard et Guichard, preux chevaliers (et leur cheval) sont les héros d’une chanson de geste du Moyen Âge, très populaire dans la région des Ardennes.

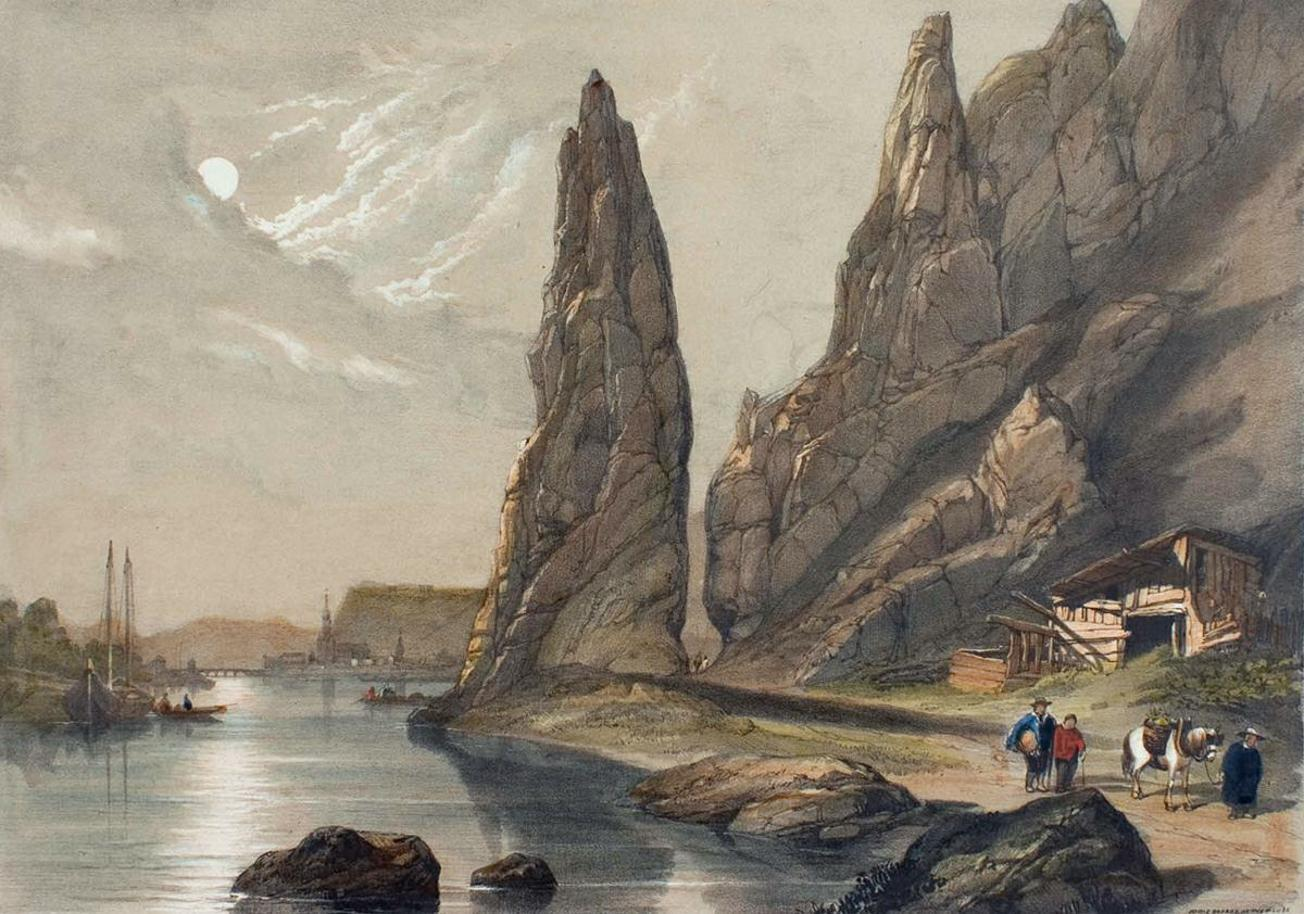
Le rocher Bayard, la nuit (peinture de 1838).

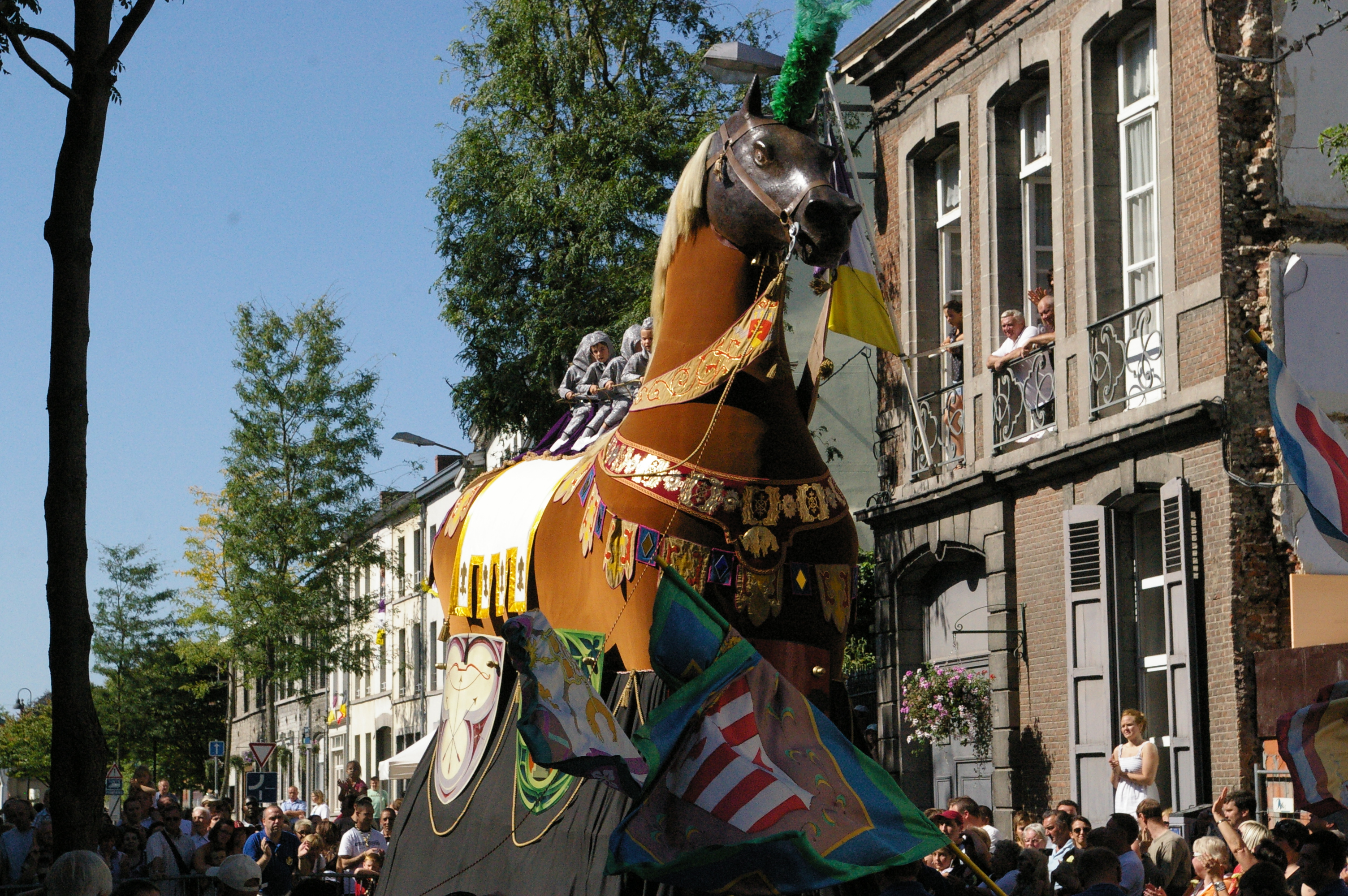
Le cheval Bayard à la ducasse d'Ath.

D’après la chanson de geste, les fils Aymon fuirent la cour de Charlemagne, tous les quatre à dos de leur seul cheval Bayard, à la suite d’une querelle qui occasionna la mort d’un neveu de l’empereur. Poursuivis par les troupes de l’empereur, ils se trouvèrent cernés sur les hauteurs de Meuse. Montés sur Bayard, ils s’avancèrent jusqu'à l’extrémité de l’arête rocheuse qui, à cette époque adhérait encore à la montagne voisine. Au moment où l'empereur croyait enfin les tenir, l'intrépide Bayard frappa le roc de ses sabots et s'élança d'un bond prodigieux pour atterrir de l'autre côté du fleuve. Le grand bloc rocheux fut brisé en deux par ce coup des sabots de Bayard. Sur la roche désormais célèbre, on trouve encore aujourd'hui – dit-on – l'empreinte du sabot de Bayard.
En réalité, un petit pic existait à l'origine, mais la roche a été séparée par les soldats de Louis XIV, quand ils avaient envahi Dinant, afin de construire une route facile le long de la Meuse. Cette route fut par la suite élargie pour permettre le trafic automobile.

## Histoire
Le rocher Bayard a inspiré les écrivains et les artistes peintres. En juillet 1838, Victor Hugo en fait la description suivante : « Tout à coup, un rocher pyramidal, aiguisé et hardi comme une flèche de cathédrale, apparaît au tournant du chemin. C'est le rocher à Bayard me dit le conducteur. La route passe entre la montagne et cette borne colossale (...) ». Parmi les artistes peintres, Gustave Courbet, l'a représenté vers 1856 au cours d'un voyage pictural dans la vallée de la Meuse.
Le rocher Bayard a été gravi pour la première fois par le comte Xavier de Grunne et ses compagnons dans les années 1930. Six voies ont été ouvertes sur le rocher dont une sur l’arête Principale.
En décembre 1944, le rocher Bayard est le point extrême de l'avance allemande lors de la Bataille des Ardennes. Faisant suite à la bataille de Celles, une reconnaissance allemande constituée par une jeep occupée par trois soldats déguisés en Américains est arrêtée par un barrage de mines sur la route au bas du rocher Bayard.

## De nos jours
Depuis les années 1960, l'escalade du rocher Bayard est interdite compte tenu de la proximité de la route.